# Ben Halloran
Ben Halloran (født 14. juni 1992) er en australsk fodboldspiller. Han har tidligere spillet for Australiens landshold.

## Australiens fodboldlandshold
| Australiens landshold | Australiens landshold | Australiens landshold |
| År                    | Kmp                   | Mål                   |
| --------------------- | --------------------- | --------------------- |
| 2014                  | 6                     | 0                     |
| Total                 | 6                     | 0                     |